# Szławanty
Szławanty (lit. Šlavantai) − wieś na Litwie, zamieszkana przez 36 ludzi, w rejonie łoździejskim.